# Leopold Flam
Leopold Flam (Antwerpen, 16 maart 1912 – Jette, 29 september 1995) was een Belgische hoogleraar, filosoof, essayist en vrijgeest. Als existentiefilosoof was hij een uitgesproken onafhankelijk denker en een vooraanstaand Belgische filosoof, vooral vanaf einde jaren vijftig tot midden jaren tachtig, met ook invloed in Nederland en Frankrijk.

## Levensloop
Leopold Flam was de zoon van joodse migranten uit Lublin. Hij groeide op in extreme armoede en verliet op zijn vijftiende de school om bij een diamantsnijder in de leer te gaan. Lang hield hij dat niet vol, hij wilde zich wijden aan de studie van filosofie. Hij werd communist en werkte kort in een fabriek waar hij de arbeiders met wisselend succes voor het communisme ronselde. Na enkele jaren nam hij afstand van het communisme.
In 1932 vatte hij aan de toenmalige Rijksuniversiteit Gent, nu UGent, ingenieursstudies aan. Via de centrale examencommissie behaalde hij zijn diploma middelbare school, en schakelde over op wijsbegeerte en vervolgens op geschiedenis. In 1938  behaalde hij het diploma van licentiaat in de geschiedenis en in 1952 promoveerde tot doctor in de geschiedenis. Na zijn legerdienst werd hij in het schooljaar 1939-1940 achtereenvolgens leraar aan het Koninklijk Atheneum Berchem en het Koninklijk Atheneum Gent. Maar al op 18 oktober 1940 werd hij als Jood ontslagen, nog voor het beroepsverbod door de Duitse bezetter officieel was uitgevaardigd.
Tijdens de oorlog werd hij tweemaal gearresteerd, de eerste keer als Jood, de tweede keer als verzetsstrijder en lid van het Joods Verdedigingscomité. Hij werd in Schutzhaft gehouden in de Dossinkazerne in Mechelen (12 mei 1943 tot 19 oktober 1943). Op 15 maart 1944 werd hij opnieuw gearresteerd en op 6 mei 1944 werd hij getransporteerd naar het concentratiekamp Buchenwald. Na twee weken werd hij overgebracht naar het bijkamp Hadmersleben, waar hij als dwangarbeider moest werken in een vliegtuigfabriek. In april 1945 werd het KZ ontruimd en werden de gevangenen in dodenmarsen weggestuurd. Op 8 mei 1945 werd Flam in Lovosice (Tsjechië) door de Russen bevrijd. Op 20 mei 1945 was hij terug in België.
Vanaf juni 1945 tot 1953 was Flam leraar geschiedenis aan het Koninklijk Atheneum Brussel, en van 1947 tot 1955 ook leraar filosofie aan de Volkshogeschool Antwerpen (Instituut Emile Vandervelde). Van 1955 tot 1969 was hij inspecteur geschiedenis voor het Secundair onderwijs en het Normaalonderwijs. Hij voerde een doortastende en spraakmakende modernisering van het geschiedenisonderwijs door, wat niet door iedereen even enthousiast onthaald werd. Aan de ULB (Université libre de Bruxelles) werd hij in 1956 benoemd tot docent filosofie in de Nederlandstalige afdeling, en van 1961 tot 1969 gewoon hoogleraar. Na de splitsing van de ULB-VUB werd hij gewoon hoogleraar filosofie aan de VUB (Vrije Universiteit Brussel), tot aan zijn emeritaat in 1982.
Leopold Flam was gehuwd met Julia Isbutsky. Ze kregen in 1939 een zoon, Plato (later Henri), die ook historicus werd. In 1947 werd dochter Raphaëla geboren, zij overleed drie maanden oud. Leopold Flam overleed op 29 september 1995 op 83-jarige leeftijd in Jette.

## Werken
Leopold Flam was stichter van de Vlaamse vereniging voor Wijsbegeerte (1959), later van het Centrum voor de Studie van de Verlichting en de Vrije Gedachte, en van de studiekring Aurora. Hij was directeur van de tijdschriften Clio, Geschiedenis in het onderwijs, Dialoog, Tijdschrift voor de Studie van de Verlichting, en Aurora. Intussen publiceerde hij filosofische studies, geestelijke autobiografieën, essays, dagboeken en honderden artikels in tijdschriften. De wijsgerige esthetiek was een van de wijsgerige onderdelen die hem met name interesseerde.
Schrijven was voor Leopold Flam een vorm van zelfbehoud en geestelijk in leven blijven. Als atheïst en vrijmetselaar streefde hij naar individuele bewustwording en een bezinning over sterfelijkheid en zingeving. Met een borende gedachte en provocerende levenshouding wist hij generaties leerlingen en studenten te boeien maar ook te confronteren.
In 2023 werd onder de titel Ik zal alles verdragen, ook mezelf een ruime selectie uit zijn dagboeken en brieven gepubliceerd. Deze publicatie werpt een scherp licht op de complexiteit van de figuur Leopold Flam. Zij toont ook de schrijnende omstandigheden waarin hij opgroeide, zijn rotsvaste geloof in zijn missie als filosoof, en de morele moed waarmee hij zijn gevangenschap in de kazerne Dossin en de kampen Buchenwald en Hadmersleben doorstond.